# Puerto Moral
Puerto Moral is een gemeente in de Spaanse provincie Huelva in de regio Andalusië met een oppervlakte van 20,00 km². Puerto Moral telt 286 inwoners (1 januari 2016).

## Demografische ontwikkeling
Bron: INE, 1857-2011: volkstellingen